# 伊萬傑琳鎮區 (密歇根州)
伊萬傑琳鎮區（英語：Evangeline Township）是位於美國密歇根州夏利華縣的一個行政鎮區。

## 地方資料
伊萬傑琳鎮區的面積為38.15平方千米，當中陸地面積為28.54平方千米，而水域面積為9.61平方千米。根據2020年美國人口普查的數據，當地共有人口767人，而人口密度為每平方千米20.1人。